# Serra de Guadarrama

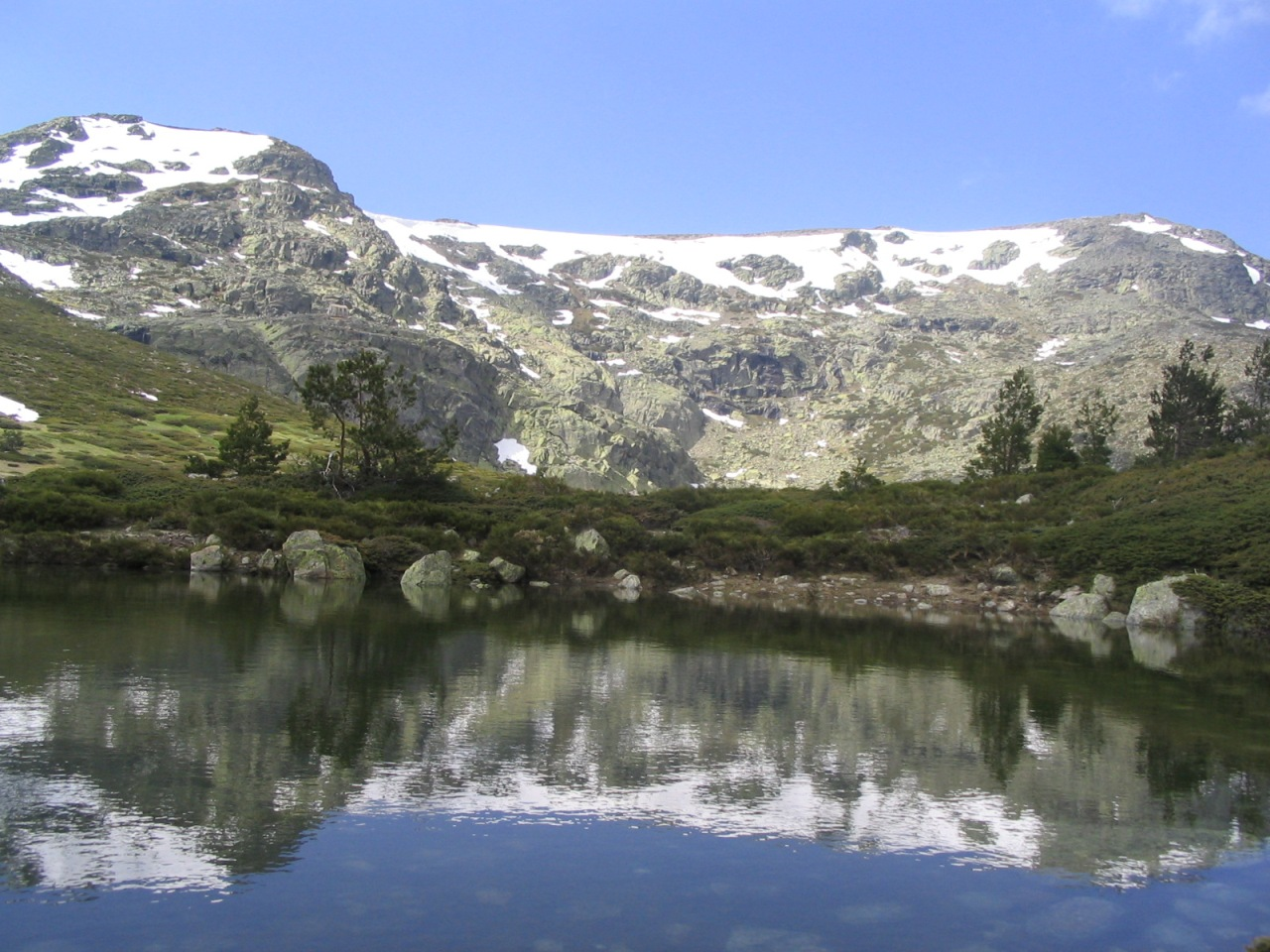
Circ i cim de Penyalara (A la dreta) i el seu reflex a la Laguna Chica, d'origen glacial.

La Serra de Guadarrama (en castellà, Sierra de Guadarrama) és una alineació muntanyenca pertanyent a la meitat est del Sistema Central (sistema muntanyenc del centre de la península Ibèrica) situada entre les serres de Gredos (Àvila) i de Ayllón (Segòvia - Guadalajara). S'estén en direcció sud-oest-nord-est i en les províncies de Madrid, al sud, i Àvila i Segòvia, al nord. Aquesta serra té uns 80 km de longitud i el pic més alt és Penyalara amb 2.430 metres sobre el nivell del mar.
La flora d'aquesta serra es caracteritza per l'abundància de boscos de pi roig i la presència de rouredes i alzinars en les zones més baixes. Als cims predominen els pasturatges i els arbustos d'alta muntanya. En aquests ecosistemes abunden mamífers com ara els cérvols, senglars, cabirols, daines, teixons, i diversos mustèlids, gats salvatges, guineus, llebres, etc.; hi ha una gran quantitat d'espècies d'aus aquàtiques en els embassaments, i grans rapinyaires com l'àguila imperial o el voltor negre, entre d'altres.
La proximitat a Madrid (60 km) d'aquesta serra ha fet que tingui un paper important en la història del país i que avui sigui travessada per bastants ports i vies ferroviàries. Des del bosc de l'Almenara, a Robledo de Chavela, per exemple, durant la invasió musulmana els àrabs encenien fogueres per a avisar a Madrid que s'acostaven tropes cristianes.
Aquestes muntanyes tenen una gran afluència de gent, la qual cosa fa que les infraestructures per al turisme i els esports de muntanya estiguin molt desenvolupats, condició perillosa de vegades per al medi ambient.